# Johann Mayer von Heldenfeld
Johann Mayer von Helden(s)feld (* 25. Mai 1768; † 23. Februar 1839 in Wien) war k.k. Generalmajor und zuletzt Kommandant von Arad.
Er war wahrscheinlich ein Bruder des Feldzeugmeisters Freiherr Anton Mayer von Heldenfeld (1764–1842).
Johann wurde wie sein Bruder in der Wiener-Neustädter Militär-Akademie ausgebildet. Er kam im Jahr 1786 als Fahnenkadet in das Infanterie-Regiment No. 13 (Zettwitz), wo auch sein Bruder diente. und kämpfte im Türkenkrieg. Im Jahre 1799 war er Hauptmann beim Generalstab, wo er sich bei mehreren Gelegenheiten auszeichnete. Er stieg weiter auf und 1809 war er Oberst im Infanterie-Regiment No.7. Am 1. Februar 1811 wurde er als Regimentskommandeur in das Infanterie-Regiment No.59.
Am 26. Juli 1813 stieg er zum Generalmajor auf, diente als Brigadier in Innerösterreich in Graz und in Josefstadt in Böhmen. 1826 kam er als Kommandant in die Festung Arad und wurde dort 1832 in den Ruhestand verabschiedet.
Seit 1816 war er im Tiroler Adel immatrikuliert. Er starb 1839 in Pension in Wien.